# 五音大鼓
五音大鼓是北京市及河北省流传的一种民间曲艺形式。

## 总述
五音大鼓历史悠久。清朝有诗赞：“五音齐奏带笺簧，大鼓说书最擅场，野调无腔偏入妙，皆因子弟异寻常。”《中国音乐词典》中称：“‘北京琴书’前身称‘五音大鼓’，清代道光（1821-1850）年间兴起于北京的东南部及河北省安次县农村，因以三弦、扬琴、四胡、鼓板伴奏，再加上演员的唱腔，合为五音，故名。”《中国大百科全书（戏曲曲艺卷）》的词条“北京琴书”中称北京琴书的“前身是清代流行于河北安次县一带及北京郊区农村中的五音大鼓，以三弦、四胡、扬琴等乐器伴奏。长期没有专业艺人，只是农民在农闲时传唱，以为娱乐。”五音大鼓曾经走入清朝宫廷，《清代内廷演戏史话》记载：“光绪九年……六月二十日，内学首领何庆喜面奉旨传：‘学《亭会》、《牧羊》、《小逼》、《望乡》。着陈寿峰、严福喜、张云亭着实教。着总管请五音大鼓、八角鼓、戏法，着小人们学。’”
如今，五音大鼓主要流传在北京市大兴区长子营镇再城营、北京市密云县巨各庄镇蔡家洼村五亩地自然村。

## 大兴再城营五音大鼓
大兴再城营流传的说法认为，五音大鼓是清朝光绪年间在再城营发明的，由西河大鼓改进而来。清朝光绪年间，“京南花马袁”（京南的大兴县再城营村的袁喜、袁孙氏家，以轿车运输为生）是曲艺名家。袁孙氏是于家务村的一个大户人家的女儿，婚后生两子：长子袁德海、次子袁德林。袁孙氏会说的传统大书有《施公案》、《彭公案》、《前后七国》等等，也会唱“城南调”。次子袁德林10岁左右患重病，导致双目失明。袁家为让袁德林有谋生技能，特地请来安次县（今隶属河北省廊坊市）麦洼村的黄先生教他西河大鼓、落腔调、中医，袁德海等人也一道学习一年多。黄先生离开再城营村后，再城营村内爱唱之人纷纷来袁家学唱。
起初，再城营村人认为西河大鼓的伴奏仅需一把三弦；后来爱唱的人渐多，伴奏乐器随之增加，除了三弦以外，还有四弦（四胡）、二鼓子（二胡）、月琴、打琴（扬琴）等等。人们学唱袁孙氏的“城南调”时，还加入“落腔调”唱法。经过再城营村第一代组合中的组织者李桂忠、袁德海、袁德林等人改创，形成了三弦、打琴、四胡、二胡、月琴、鼓板伴奏，一人演唱的新形式。这受到人们欢迎，参加者增多。此为“子弟会”的初期，召集人为袁德海、李桂忠，在袁德海家活动。后来“子弟会”定名为“五音大鼓子弟会”，上述新演唱形式被定名为“五音大鼓”，也有人称“落腔调”。
安次县柴孙洼村的西河大鼓盲艺人刘玉昆（绰号为“短胳膊刘”）常率弟子来再城营村的“五音大鼓子弟会”交流，他感到这种新演唱形式好，便在柴孙洼村成立”子弟班“，也唱五音大鼓。刘玉昆后来出名，晚年还将其用过的书鼓、打琴赠给再城营“五音大鼓子弟会”，沿用至今。
张瑞祥是大兴南蒲洲营村人，和再城营“五音大鼓子弟会”的召集人之一李桂忠为姨表兄弟，张瑞祥随李桂忠学习打琴，并学习了五音大鼓。张瑞祥是马驹桥镇柴家务村“单琴大王”翟青山的师弟（两人也是盟兄弟），曾合作多年。翟青山和师兄弟们一起改创出单琴大鼓，使单琴大鼓在北京、天津、安次县一带出名，并且在冀东电台、天数仁昌电台等处演唱，还曾录制唱片。1934年，翟青山长子翟万盛背着单琴，来到再城营村访问“五音大鼓子弟会”艺人，袁德海的儿子袁广坡将他请到家里招待。
中华人民共和国成立前夕，再城营“五音大鼓子弟会”将五音大鼓传给李堡村、西北台村的村民。李堡村、西北台村从此也有了五音大鼓传人。
如今，大兴的五音大鼓仅有再城营有完整的说唱组合，均为业余演员。到21世纪初，再城营的五音大鼓说唱组合已传到第四代。2014年，长子营镇五音大鼓社团在长子营镇中心小学开班，成为五音大鼓传承的新途径。
北京琴书的创始人关学曾表示，他当徒弟时也用工尺谱，唱的是（大兴的）这个“点”（曲调），与如今的再城营五音大鼓的曲调完全相同。后来经过他和搭档的发展，加快了节奏，一板三眼，到1950年代初抗美援朝慰问演出期间，他和搭档吴长宝共同将经过改进的这种曲艺形式定名为“北京琴书”。
　
起初，再城营五音大鼓是农闲时艺人们自娱自乐，或婚事、丧事时应邀表演，均是业余演出，从不收钱，所以当时知名度低，普及不广。但五音大鼓也有“规矩”，入会学艺的人严禁赌博，而且要口头宣誓、写下凭文、签字画押。此外，禁止演唱带色情内容的段子。五音大鼓艺人之间互相称为“先生”，其他人也称这些艺人为“先生”，以表示尊重。五音大鼓讲究“以弦为媒，结交朋友”。
再城营五音大鼓现存的曲目有《杨家将》、《岳飞传》、《呼家将》、《湘子上寿》、《孔明压宝》、《宝玉探病》、《鸿雁捎书》等20多部传统曲目，以及《小姐仨剪窗花》、《永定河畔艳阳天》、《王老汉征婚》、《我向奥运表真情》等现代短唱段。

## 密云蔡家洼村五音大鼓
蔡家洼村的五亩地自然村是偏远的小山村，到21世纪初已有300余年历史。进入村口向南拐，高处有座老宅院，建于清末民初。21世纪初，“五音大鼓”就在这里表演。当时该村能表演五音大鼓的共5人。中间的一位为唱书人，右手拿鼓槌敲大鼓，左手执两片鸳鸯板。唱书人左右是四位伴奏者，分别操四胡、三弦、打琴、瓦琴。

## 延伸阅读
- 丁汝芹，清代内廷演戏史话，紫禁城出版社，1999年
- 中国大百科全书（戏曲曲艺卷），中国大百科全书出版社，1983年
- 中国艺术研究院音乐研究所、《中国音乐词典》编辑部，中国音乐词典，人民音乐出版社，1984年
- 中国曲艺音乐集成（天津卷），中国ISBN中心，1993年